# Hans Westerhof
Ne doit pas être confondu avec Hans Westerhoff, biologiste et un biochimiste néerlandais.
Hans Westerhof est un footballeur néerlandais reconverti en entraîneur né le 24 novembre 1948 à Terborg (Pays-Bas). 
Il a joué comme milieu de terrain dans les années 1970, au BV Veendam puis au Cambuur Leeuwarden.
Il fait ensuite une importante carrière d'entraîneur dans les principaux clubs des Pays-Bas: FC Groningue, PSV Eindhoven, Ajax Amsterdam et Vitesse Arnhem.

## Carrière de joueur
- 1975-1977: BV Veendam  Pays-Bas
- 1977-1981: Cambuur Leeuwarden  Pays-Bas

## Carrière d'entraîneur
- 1982-1985 : ONS Sneek  Pays-Bas
- 1985-1988 : ACV  Pays-Bas
- 1988-1992 : FC Groningue  Pays-Bas
- 1992-1993 : PSV Eindhoven  Pays-Bas
- 1993-1994 : PSV Eindhoven  Pays-Bas (formation des jeunes)
- 1994-février 1997 : FC Groningue  Pays-Bas
- mars-juin 1997 :  Pays-Bas (sélectionneur des moins de 21 ans)
- 1997-2000 : Ajax Amsterdam  Pays-Bas (formation des jeunes)
- mars-juin 2000 : Ajax Amsterdam  Pays-Bas (entraîneur par intérim)
- 2000-2002 : Willem II Tilburg  Pays-Bas
- 2002-2003 : Chivas de Guadalajara  Mexique
- 2005-2006 : C.D. Chivas USA  États-Unis
- 2007-2008 : Club Necaxa  Mexique
- 2008-déc 2008 : Vitesse Arnhem  Pays-Bas[1]